# Nouveau réalisme
Le nouveau réalisme désigne plusieurs courants artistiques qui se sont opposés à la peinture abstraite, dans les années 1940, en décrivant la réalité sociale autour des peintres André Fougeron, Boris Taslitzky, Jean Milhau et Mireille Miailhe, puis dans les années 1960 le groupe des nouveaux réalistes est fondé par le peintre Yves Klein et le critique d'art Pierre Restany.

## Historique

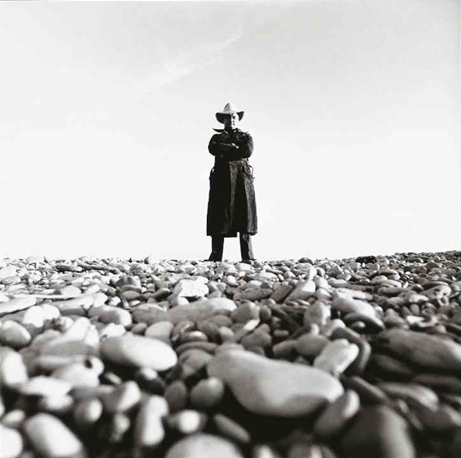
Arman photographié par Lothar Wolleh.

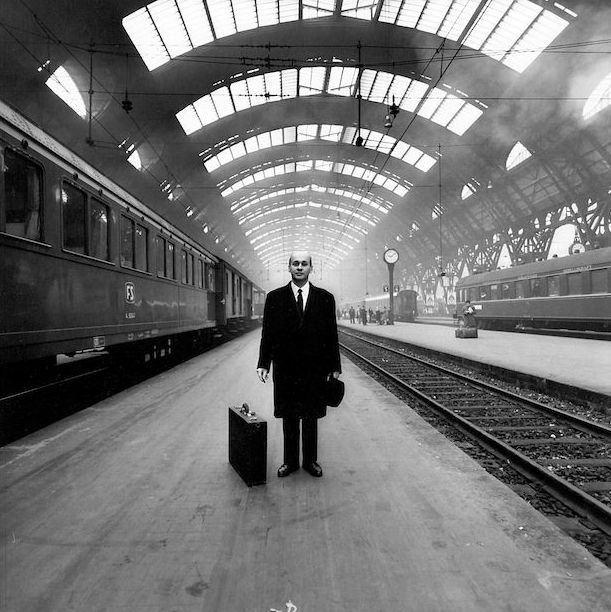
Jacques Villeglé photographié par Lothar Wolleh.

### Le nouveau réalisme des années 1950 et des années 1960
Le terme est utilisé dès la fin des années 1940. Ses promoteurs sont alors rapidement accusés de vouloir « rivaliser avec la peinture dite de l'expressionnisme social » du milieu des années 1920 ou « Nouveau Monde » de l'Américain Peter Blume (en) et le Mexicain Diego Rivera.[pas clair]
Le peintre Jean Milhau est à l’origine de l’appellation de « nouveau réalisme ». Dans la revue Arts de France il a défini ce jeune mouvement en 1948 : « Un courant se dessine qui, sans renier les acquis de la culture et de la technique moderne, nie la primauté des recherches formelles, préconise le retour à la réalité objective et au sujet, et met l’accent sur le contenu social de toute réalité. » André Fougeron lança réellement le mouvement avec Les Parisiennes au marché, exposé au Salon d'automne de 1948, mais Jean Milhau, Jean Vénitien et Mireille Miailhe sont aussi à son origine, côté français, tandis que Renato Guttuso, le « Fougeron italien », a été considéré comme étant « à l’origine du nouveau réalisme italien », avec ses œuvres sur les paysans siciliens comme L’Occupation des terres incultes en Sicile (1949), au même titre que Gabriele Mucchi (it) et son tableau La Terre représentant un paysan aux pieds nus tenant de la terre dans ses mains, lui aussi reproduit dans la revue Arts de France, proche du PCF.

### Le congrès du PCF d'avril 1950
Maurice Thorez fait l'éloge du tableau d'André Fougeron, L'Assassinat de Houllier, hommage à un mineur victime de la répression que la Fédération du Parti communiste français de Paris a payé un million de francs en 1949, via une souscription.

#### L'exposition sur les mines de charbon et les mineurs
En France, au début des années 1950, une vaste polémique est déclenchée au sein même du mouvement communiste, qui soutient pourtant le nouveau réalisme. L'exposition Au pays des mines tenue à Paris puis dans une dizaine de villes de France, considérée comme un des principaux événements du nouveau réalisme, prend son origine en janvier 1950, quand la fédération CGT des mines du Nord-Pas-de-Calais, en lien depuis 1947 avec le peintre néo-réaliste André Fougeron et présidée par Auguste Lecœur, propose à ce dernier de s'installer au cœur du bassin minier du Nord-Pas-de-Calais, pendant six mois, à la Maison du peuple de Lens, au contact quotidien des mineurs, pour effectuer une série de dessins et de toiles sur leur vie et raconter les affrontements miniers de décembre 1948 à la fin de la grève des mineurs de 1948. Le peintre vient d'obtenir un succès au Salon d'automne de 1949 pour son tableau Hommage à André Houiller, tué par la police alors qu'il collait des affiches contre la Guerre d'Indochine.
Mais au même moment, le poète communiste Louis Aragon s'est brouillé avec Auguste Lecœur, commanditaire de l'exposition. Dans le numéro du 16 janvier 1951 de Ce soir, Pierre Daix, proche d'Aragon, rédige un article sur l'exposition Au pays des mines, à la place de George Besson, le critique culturel du quotidien, qui avait soutenu le nouveau réalisme, tandis que le numéro du 18 janvier de l'hebdomadaire Les Lettres françaises consacre à l'exposition un article de Jean Marcenac. Le jour même, le rédacteur en chef de L'Humanité André Stil, qui a préfacé avec Lecoeur le livre présentant l'exposition, rédige pour le lendemain un article soulignant que ce sont les portraits qui font l'essentiel du nouveau réalisme, car ils « imposent avec plus de force ce contenu nouveau », reprochant à demi-mot aux deux publications proches d'Aragon de ne parler que des paysages, comme les journaux « bourgeois », et ne dire « rien sur les tableaux qui sont insupportables aux ennemis des mineurs et du nouveau réalisme ».
Plus sévère encore, l'ex résistant Jean Texcier, élu à l’Assemblée consultative de 1946 à 1948, et journaliste aux quotidien socialiste Le Populaire et Nord Matin compare la peinture de Fougeron à celle du réalisme nazi et dénonce une exposition « si gauche, si froide, si prétentieuse, et en même temps si vulgaire dans sa réalisation, que le parti communiste s'adresse uniquement à la lutte des classes et à la politique communiste ». La polémique dure des mois : « À la hargne des augures officiels répond l’approbation chaleureuse et émue des travailleurs », répond encore en juin 1951, dans La Nouvelle Critique le communiste Jean Fréville.
En avril 1950, Maurice Thorez, proche d'Aragon, avait pourtant salué la toile d'André Fougeron, Hommage à André Houiller, lors du congrès du PCF à Gennevilliers, dont la salle était décorée par des fresques de 350 m2 commandées à cinq artistes de ce courant : Mireille Miailhe, Boris Taslitzky, André Graciès, Gérard Singer et Louis Bancel.

#### Le nouveau réalisme et l'anticolonialisme
En janvier 1952, le Parti communiste algérien invite Mireille Miailhe, Boris Taslitzky à effectuer un reportage en dessin et peinture sur les conditions de vie de la population. Ils assisteront en particulier au procès des 56 de Blida qui s'ouvre le 22 novembre 1951, au cours duquel les avocats pourfendent un complot policier dont le dessein inavoué est, selon eux, de « décapiter le MTLD », mouvement anticolonialiste algérien. Mireille Miailhe peint une toile sur ce procès mais en ramène aussi des croquis décrivant la misère du bled, où « les regards interrogent, les yeux souffrent, mais les attitudes sont dignes », salués par la presse de gauche mais fustigés par la presse de droite.

### Le virage de 1953-1954
« Tous les créateurs, peintres y compris doivent se placer résolument sur les positions de la classe ouvrière s'ils veulent partager complètement son grand combat à la tête du peuple de France », déclare le 3 avril 1953 Louis Aragon. Puis à l'automne 1953, il consacre deux pages au salon d'automne, dans un article où il démollit personnellement le peintre André Fougeron, fondateur du Front national des arts, et figure du "nouveau réalisme", soupçonné d'être proche d'Auguste Lecœur et qui devient alors un artiste « maudit », un pestiféré.
Puis c'est le rapport et discours de l'écrivain et poète Louis Aragon, L'Art de parti en France lors du XIIIe congrès du Parti communiste français, salué par le secrétaire général Maurice Thorez, de retour d'URSS. Ce discours sera republié sous le titre « Discours d’Ivry », dans J'abats mon jeu, un ouvrage écrit par Louis Aragon en 1959, combat l'ouvriérisme et l'aventurisme dans l'art. Aragon y souligne que l'art de parti « ne saurait être un art diminué, il doit être au niveau de la haute mission » qui est la sienne.

### Le groupe des années 1960
Le terme nouveau réalisme est utilisé à nouveau en mai 1960 par le critique d'art français Pierre Restany à propos d'une exposition à Milan regroupant des œuvres d'Arman, François Dufrêne, Raymond Hains, Yves Klein, Jean Tinguely et Jacques Villeglé. Il en avait discuté auparavant avec Klein qui préférait l'expression de « réalisme d'aujourd'hui » et critiquait l'expression « nouveau ».
Le 16 octobre 1960, Restany publie à Paris et Milan le premier Manifeste du nouveau réalisme, signé le 27 du même mois par les artistes de l'exposition milanaise ainsi que par Martial Raysse et Daniel Spoerri. Il sera suivi l'année suivante d'un second manifeste, rédigé entre le 17 mai et le 10 juin 1961, et intitulé 40° au-dessus de Dada. César, Mimmo Rotella, Niki de Saint Phalle et Gérard Deschamps rejoignent alors le mouvement, puis Christo en 1963. Yves Klein cependant s'en dissocie dès 1961 pour se tourner vers le groupe ZERO d'assise européenne plus large, en récusant l'héritage dadaïste revendiqué par Restany dans le second manifeste.
La première exposition du groupe des Nouveaux Réalistes a lieu en novembre 1960 au Festival d'avant-garde de Paris. Elle sera suivie d'une autre en mai 1961 à la galerie J., et de juillet à septembre de la même année s'ouvre le Festival du nouveau réalisme à Nice, à la galerie Muratore et dans l'abbaye de Roseland. Cette ville, d'où Yves Klein et Arman sont originaires, est le premier centre d'activité du mouvement. Les expositions importantes qui suivent se tiennent à New York en 1962 et à la Biennale de San Marino en 1963, qui marque la dernière exposition collective du groupe.

### Rétrospective
Le Nouveau réalisme, au Grand Palais à Paris, du 28 mars au 10 juillet 2007, les artistes membres du nouveau réalisme sont rassemblés sous le commissariat de Cécile Debray. L'exposition est organisée par la Réunion des musées nationaux, le Centre Pompidou, Paris et le Sprengel Museum Hannover, Hanovre.